# Вороба
Район Вороба (фр. District du Woroba) — один з 14 районів Кот-д'Івуару, знаходиться на північному заході країни. Адміністративний центр — місто Сеґела.

## Створення
Район Вороба був створений 28 серпня 2011 року після адміністративної реформи у Кот-д'Івуар. Територія району складалася з колишніх областей Бафінґ та Вороба.

## Адміністративний поділ
Район Вороба ділиться на 3 регіони та 8 департаментів:
- Бере (фр. Bere) — 389 758 осіб[4].
- Бафінґ (фр. Bafing) — 183 047 осіб[4].
- Вородуґу (фр. Worodougou) — 272 334 осіб[4].

## Населення
За даними перепису 2014 року, населення району Вороба становить 845 139 осіб.

## Клімат
У Районі Вороба саванний тропічний клімат.